# Sachsenheim
Sachsenheim är en stad i Landkreis Ludwigsburg i regionen Stuttgart i Regierungsbezirk Stuttgart i förbundslandet Baden-Württemberg i Tyskland.
Kommunen Kleinsachsenheim uppgick 1 december 1971 i Großsachsenheim samtidigt som namnet ändrades till Sachsenheim. De tidigare kommunerna  Hohenhaslach, Ochsenbach, Spielberg och Häfnerhaslach uppgick i Sachsenheim 1 januari 1973.